# لشکر ۲۶ پیاده (لهستان)
لشکر ۲۶ پیاده لهستان (لهستانی: 26 Dywizja Piechoty) لشکر پیاده‌نظام نیروی زمینی لهستان بود، که در سال ۱۹۱۹ تأسیس شد و در سال ۱۹۳۹ منحل گردید.
این لشکر که در ابتدا به عنوان لشکر ۴ پیاده در جنوب لهستان در آوریل ۱۹۱۹ تشکیل شد، در سال ۱۹۲۱ به لشکر ۲۶ پیاده تغییر نام داد. این لشکر در جنگ جهانی دوم درگیر نبرد شد و در جریان حمله آلمان به لهستان در سپتامبر ۱۹۳۹ نابود شد.